# Botrylloides
Genre
Synonymes
- Metrocarpa Ärnbäck-Christie-Linde, 1923[2]
- Sarcobotrylloides Drasche, 1883[2]

Botrylloides est un genre d'ascidies coloniales de la famille des Styelidae.

## Liste des espèces
Selon World Register of Marine Species (25 octobre 2023) :
- Botrylloides alacranensis Palomino-Alvarez, Nydam, Rocha & Simões, 2022
- Botrylloides ampullarius Palomino-Alvarez, Nydam, Rocha & Simões, 2022
- Botrylloides anceps (Herdman, 1891)
- Botrylloides aureus Sars, 1851
- Botrylloides catilitinae Palomino-Alvarez, Nydam, Rocha & Simões, 2022
- Botrylloides chevalensis Herdman, 1906
- Botrylloides conchyliatus Ekins, 2019
- Botrylloides crystallinus A. Bay-Nouailhat, W. Bay-Nouailhat, Gasparini & Brunetti, 2020
- Botrylloides diegensis Ritter & Forsyth, 1917
- Botrylloides fuscus Saito & Watanabe, 1985
- Botrylloides giganteus (Pérès, 1949)
- Botrylloides israeliensis Brunetti, 2009
- Botrylloides leachii (Savigny, 1816)
- Botrylloides lenis Saito & Watanabe, 1985
- Botrylloides lentus Saito & Watanabe, 1985
- Botrylloides magnicoecus (Hartmeyer, 1912)
- Botrylloides niger Herdman, 1886
- Botrylloides perspicuus (Herdman, 1886)
- Botrylloides pizoni Brunetti & Mastrototaro, 2012
- Botrylloides praelongus Atsumi & Saito, 2011
- Botrylloides saccus Kott, 2003
- Botrylloides simodensis Saito & Watanabe, 1981
- Botrylloides superbus (Drasche, 1883)
- Botrylloides tyreus Herdman, 1886
- Botrylloides violaceus Oka, 1927

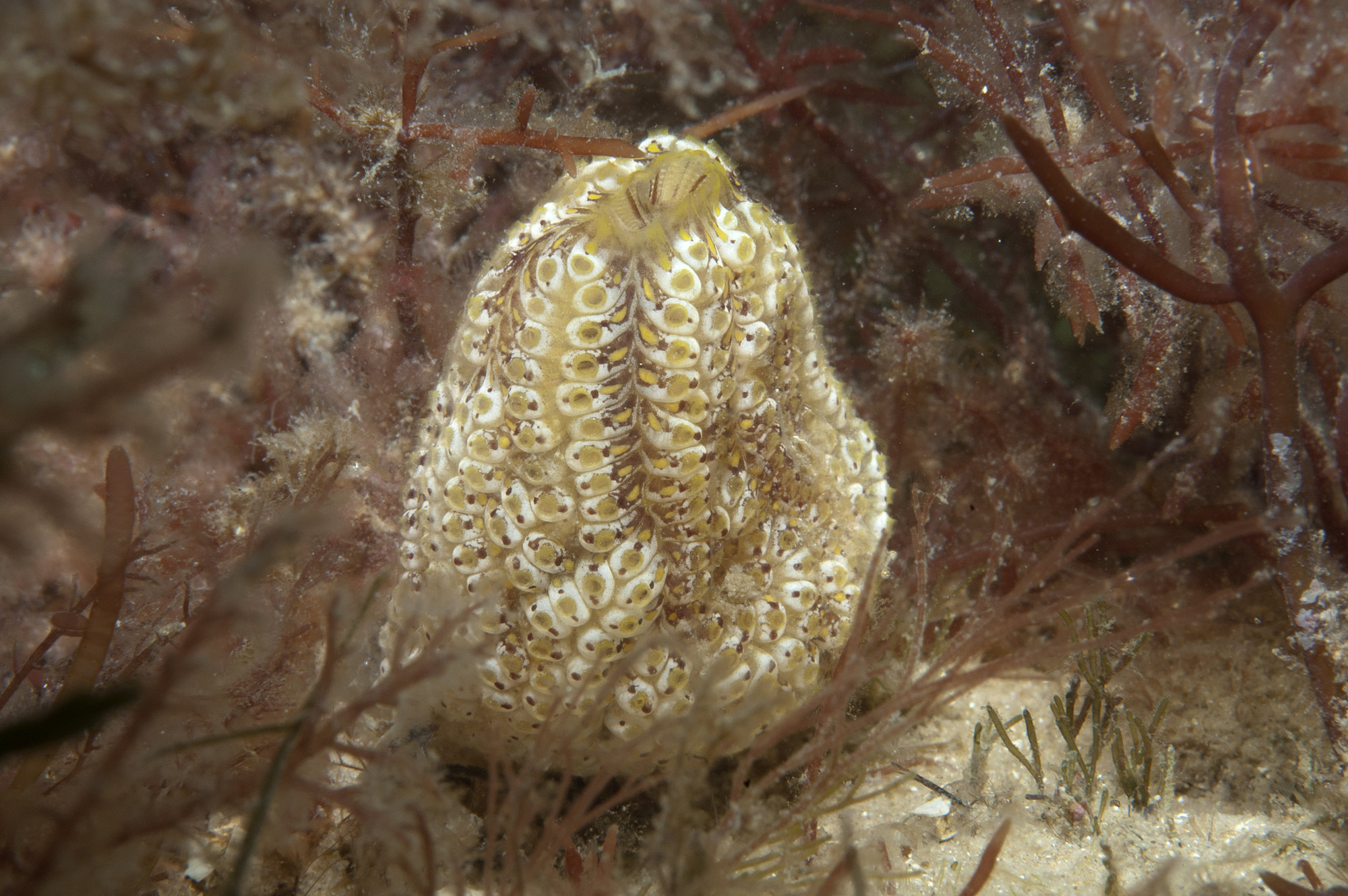
Botrylloides anceps
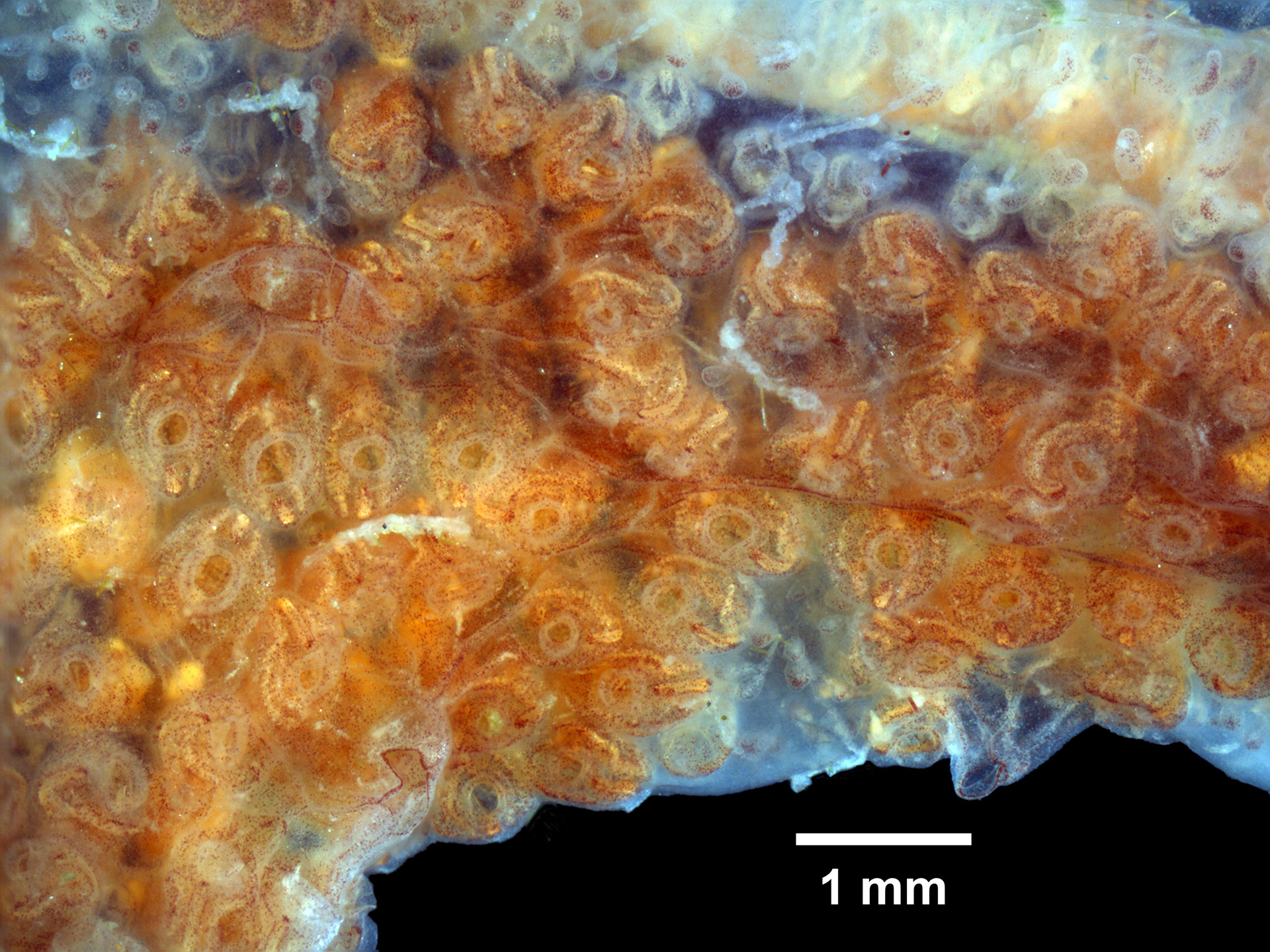
Botrylloides diegensis
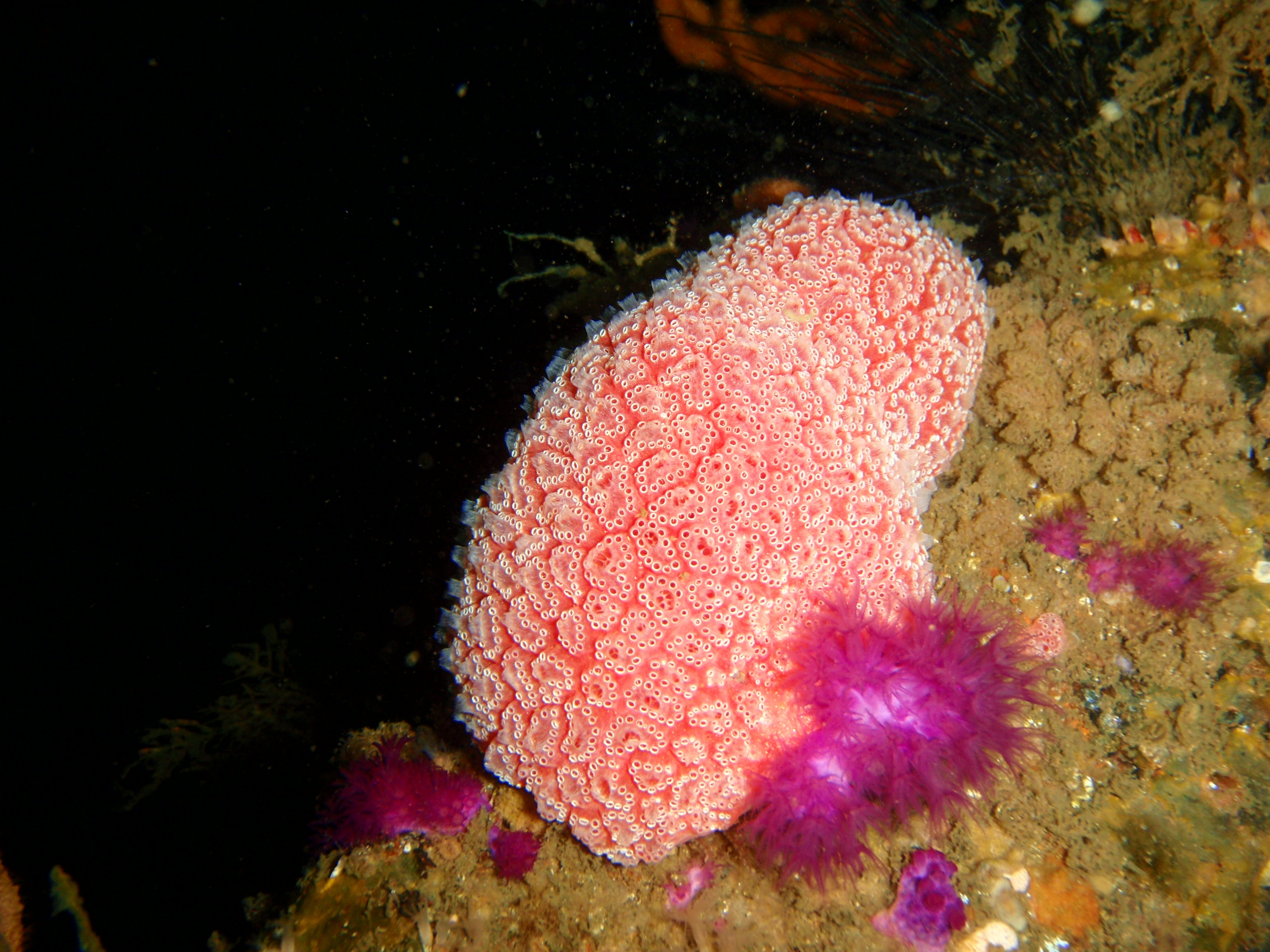
Botrylloides leachii
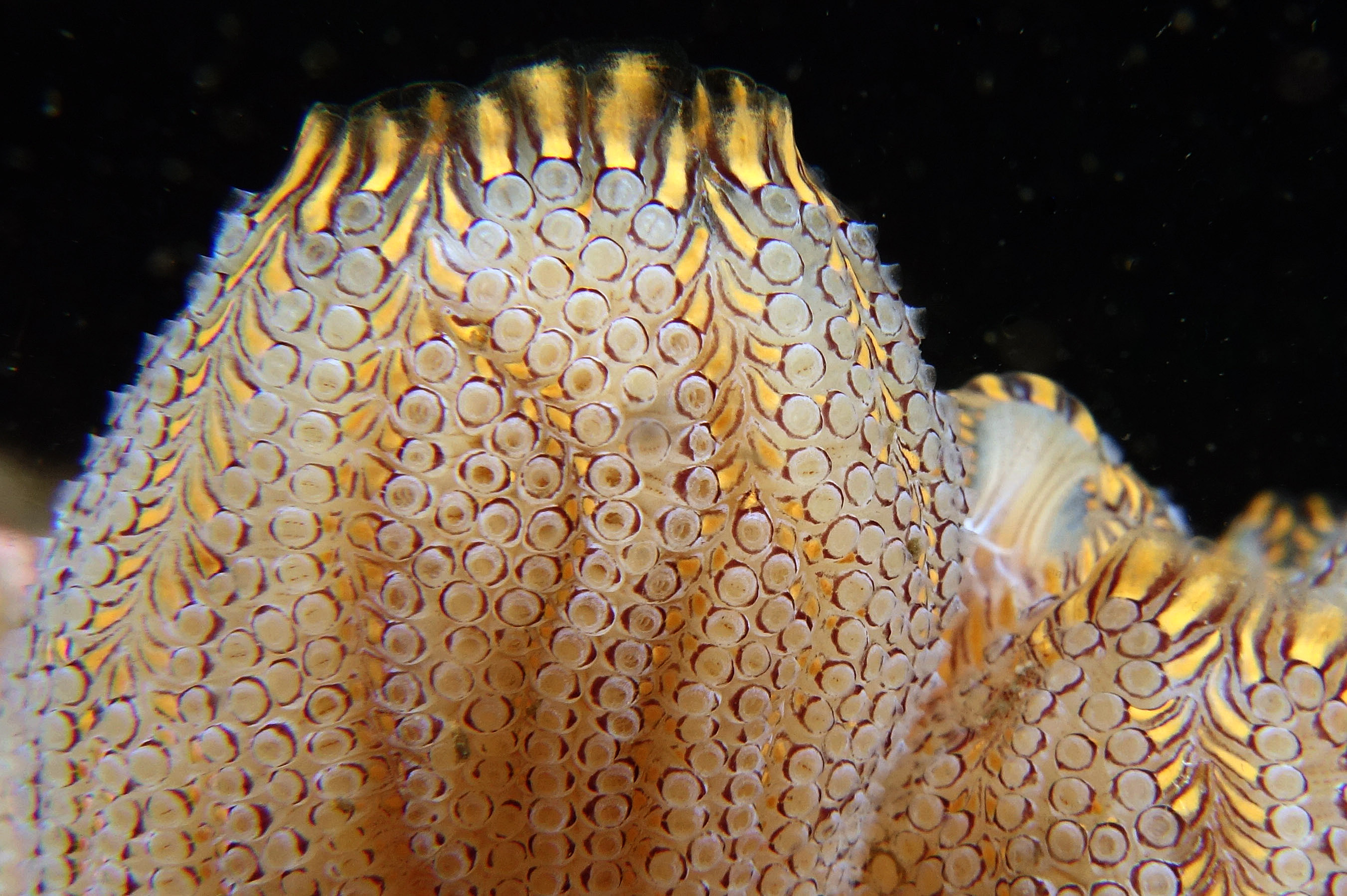
Botrylloides magnicoecus
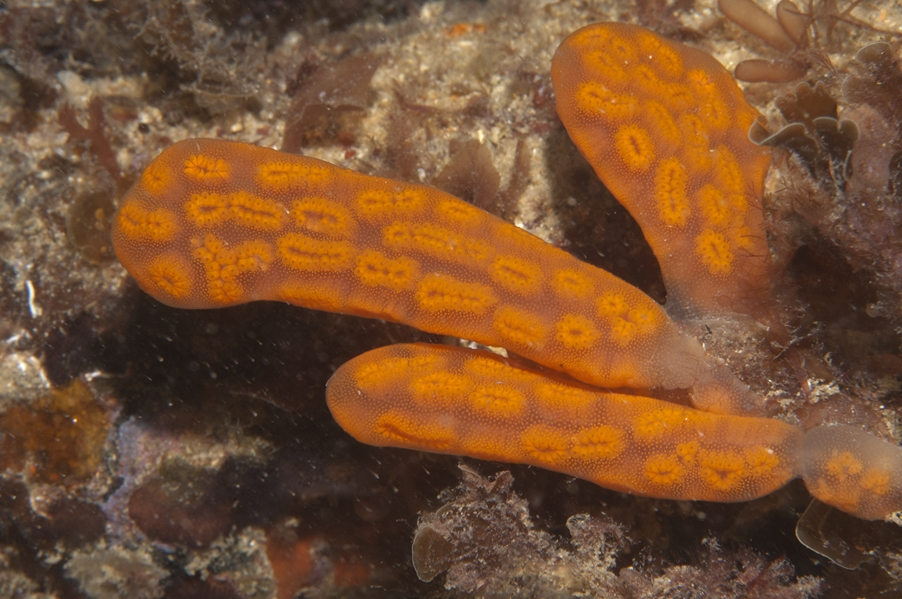
Botrylloides perspicuus
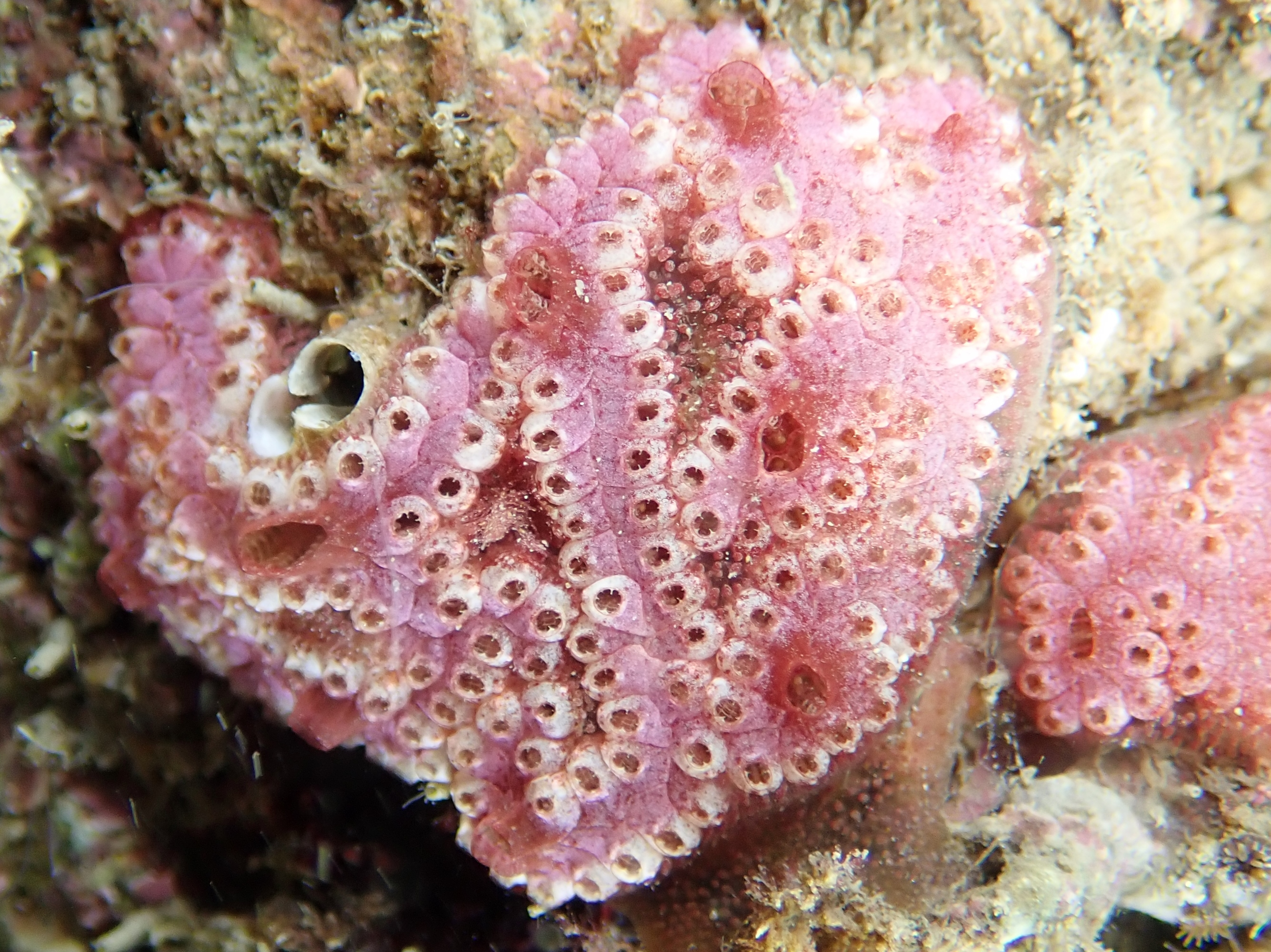
Botrylloides violaceus